# Husum (Washington)
Husum az Amerikai Egyesült Államok északnyugati részén, Washington állam Klickitat megyéjében, a White Salmon folyó mentén elhelyezkedő önkormányzat nélküli település.
Husum jelenlegi postahivatala 1947 óta működik.